# Acrophymus lobipennis
Acrophymus lobipennis is een rechtvleugelig insect uit de familie veldsprinkhanen (Acrididae). De wetenschappelijke naam van deze soort is voor het eerst geldig gepubliceerd in 1949 door Miller.
1. ↑  (en) Acrophymus lobipennis op de IUCN Red List of Threatened Species.